# Corticotomus californicus
Corticotomus californicus là một loài bọ cánh cứng trong họ Trogossitidae. Loài này được Van Dyke miêu tả khoa học năm 1915.